# Alexeï Tolbouzine

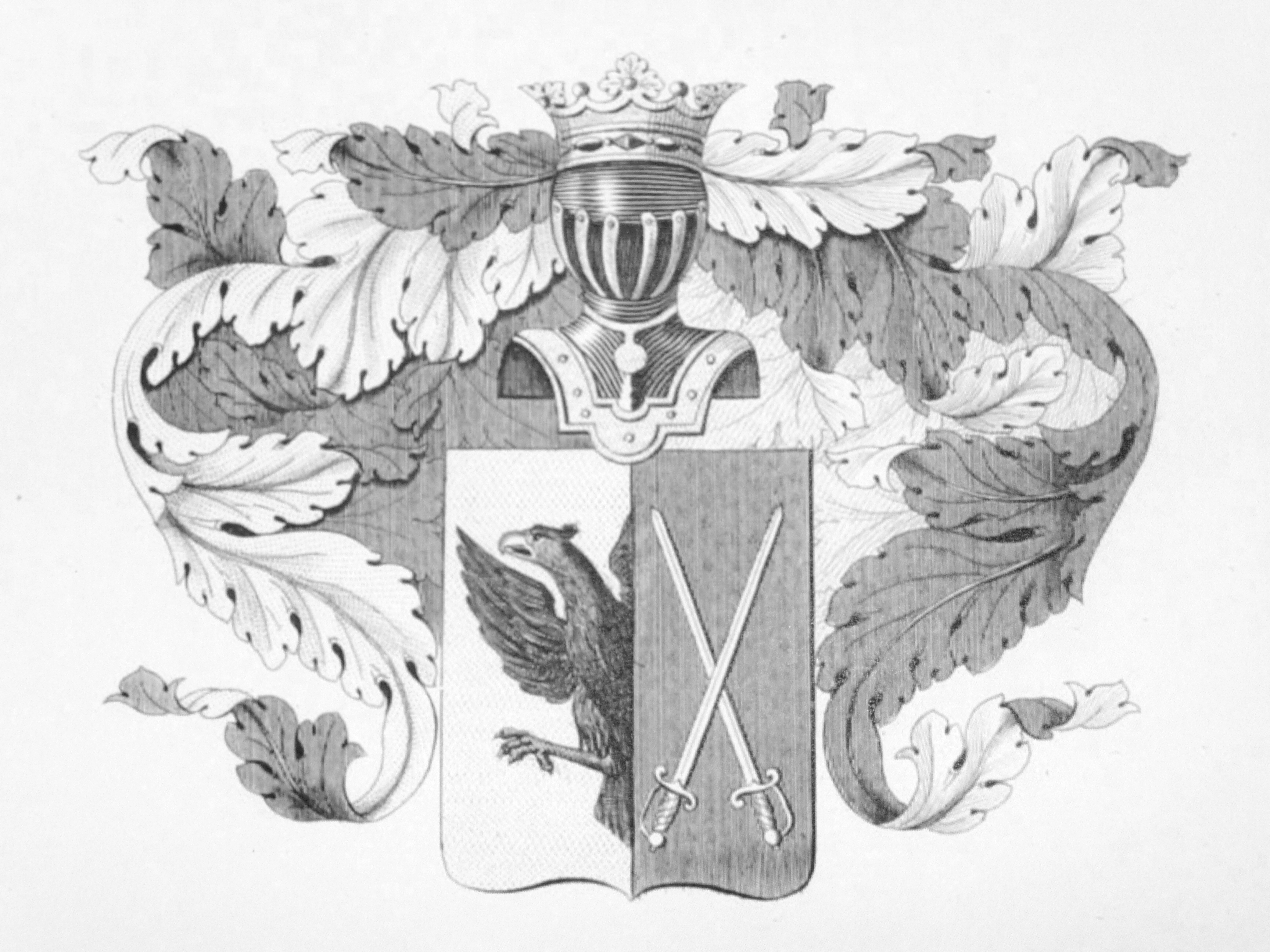
Armes de la famille Tolbouzine

Alexeï Larionovitch Tolbouzine (en russe : Алексей Ларионович Толбузин) était un boyard russe qui vivait au XVIIe siècle et qui fut gouverneur de plusieurs villes en Sibérie. Il a été tué en défendant le fort d’Albazine contre les armées mandchoues le 27 juillet 1686.

## Biographie
Alexeï Tolbouzine était le fils de Larion Borissovitch Tolbouzine (Ларион Борисович Толбузин), voïévode (gouverneur) de Tobolsk (1660), de Nertchinsk (1662-1668) et de Tioumen (1671), et le frère deThaddeus Larionovitch Tolbouzine (Фаддей Ларионович Толбузин), voïévode de Berezovo (1670) et d’Irkoutsk (1676).
Il succéda d'abord à son frère à Irkoustk entre 1676 et 1680, devint voïévode de Nertchinsk lorsque son titulaire, Pavel Choulguine, y mourut en 1678, puis devint le premier voïévode d'Albazine lorsque celle-ci fut devenue un voïevodinat, en 1684. Albazine était le premier établissement russe situé sur le fleuve Amour.

### Contexte
En 1647, l’ataman des Cosaques Khabarov fut chargé de fonder une colonie sur les bords de l'Amour et d’explorer celui-ci jusqu’à la mer. Il établit une colonie russe à Albazine, sur la rive gauche de l’Amour, et explora le fleuve jusqu’à son embouchure. Cette exploration fut suivie de nouvelles expéditions entreprises par des Cosaques et des aventuriers avides de s’enrichir, et Albazine devint un Eldorado pour les chasseurs russes de Sibérie.
En 1675, le tsar Alexis décida d’envoyer une ambassade à la cour mandchoue pour ouvrir la Chine au commerce russe et définir les frontières orientales de l'Empire. Cette ambassade fut conduite par Nicolaij Spafarij Milescu, un érudit originaire de Moldavie, qui avait été interprète au bureau des Ambassades. Bien qu’il ait été reçu quatre fois en audience par l’Empereur, sa mission échoua. Il retourna à Moscou en janvier 1678, et conseilla aux habitants d’Albazine de ne plus continuer leurs expéditions sur l’Amour et la Zeya et de tâcher de s’attirer les bonnes grâces des Chinois. Ses avis ne furent pas écoutés.
En 1685, l’empereur Qing Kangxi, qui n’avait cessé depuis le début de son règne d’étendre ses conquêtes, lança une campagne décisive pour chasser les Russes de l’Amour.

### Premier siège d'Albazine
Au mois de mars 1685, les Chinois étaient déjà près d’Albazine et désolaient les environs. Le 4 juin, leur avant-garde était devant la place et enlevait le bétail. Le 11, le général mandchou Langtan envoya deux prisonniers avec trois lettres écrites en mandchou, en russe et en polonais, pour sommer la garnison de se rendre. Le 12, les Mandchous commencèrent l’attaque par une vive canonnade. La flotte chinoise était composée de plus de cent bâtiments montés par plus de 5 000 marins et l'armée de terre s’élevait à environ 10 000 hommes avec 50 mousquets, 100 canons et 40 grosses pièces de siège.
Alexeï Tolbouzine (Elikeshi dans les textes chinois, 额里克舍) s’était préparé le mieux possible pour sa défense :
« Le Woewode Tolbusin avoit eu la précaution, à l'approche de l'ennemi, de retirer dans la place tous les habitans des villages voisins avec leurs provisions, & de mettre le feu aux maisons qui étoient autour de l'Ostrog en dehors au nombre de 40, résolu de se défendre jusqu'à l'extrémité, afin de donner le tems à ceux de Nertschinsk de venir à son secours. Mais il n'avoit en tout auprès de lui que 450 tant Cosaques, que marchands, Promyschelis & paysans, 3 pièces de canon & 300 mousquets.

Il y avoit déjà longtems qu'on avoit fait partir de Iéniséisk un convoi de choses nécessaires à la défense de la place, mais il n'avoit pas seulement encore passé Nertschinsk. Il en étoit de même d'un régiment de 600 Cosaques levé l'année d'auparavant, 1684, à Tobolsk, & qui devoit, selon sa destination, après avoir passé à Iéniséisk, marcher encore avant l'hiver jusqu'à Udinsk sur la riviere de Sélenga, & continuer sa route par terre à Nertschinsk au printems 1685 : il fut retardé aussi dans sa marche ; l'hiver surprit les bateaux dans la riviere de Tunguska aux environs de celle de l'Ilim. Une partie de ces gens, laissant en arriere l'artillerie & le gros bagage pour être escorté par les autres, alla par terre à Udinsk. Là, les Mongals vagabonds leur enleverent leurs chevaux, ce qui les engagea à aller à leur poursuite au mois d'avril en remontant la riviere de Tschikoi, sans écouter les remontrances de leur chef, qui faisoit de son mieux pour les en détourner. Ce chef étoit un nommé Afanassei Beiton, gentilhomme allemand, ci-devant Lieutenant au service de Pologne, ensuite prisonnier de guerre du Czar Alexei Michailowitz, qui l'avoit envoyé en Sibirie pour y établir une milice régulière.

On pense bien que tout secours manquant à ceux d'Albasin, toute leur bravoure ne put les sauver. Dès les premiers jours plus de 100 hommes périrent par le feu continuel des ennemis. Les parois de bois, & les tours dont l'Ostrog étoit flanqué, furent criblés de coups. Enfin la garnison manqua de poudre & de plomb. Le moyen, après cela, de se défendre plus longtems ? Le Prieur du couvent de Spaskoi, bâti depuis peu seulement, le Prêtre de l'Église dédiée dans l'Ostrog à la résurrection de Christ, & tous les habitans à leur suite se présenterent le 22 juin au Woewode, avec une requête pour que l'on tentât d'obtenir une capitulation du Général chinois, par laquelle il leur fût permis de se retirer à Nertschinsk. On envoya en conséquence des députés au camp des ennemis : & par bonheur on tomba d'accord avec eux. Mais avant que Tolbusin sortît de la place avec la garnison, on les fit venir au camp chinois, & on les y sollicita fortement à la désertion. Il y en eut 25 qui se laisserent séduire par les promesses qui leur furent faites. »
La ville capitula (12-22 juin 1685) etTolbouzine reçut la permission de retourner à Nertchinsk.
« À une journée d'Albasin ils recontrerent 100 hommes que le Woewode Wlassow avoit fait partir de Nertschinsk le 23 juin au secours des assiégés, avec 3 canons de fer, 300 mousquets & les munitions nécessaires. Ceux-ci s'en retournerent avec les autres.

(…) Les Chinois suivirent de loin les Russes, l'espace de 200 werstes, jusqu'aux dernieres habitations du district d'Albasin, c'est-à-dire jusqu'à l'embouchure de la rivière d'Argun, afin de s'assurer de leur entier départ. »
Puis Langtan ordonna d'incendier le fort et tous les établissements russes.

### Second siège d'Albazine et mort de Tolbouzine

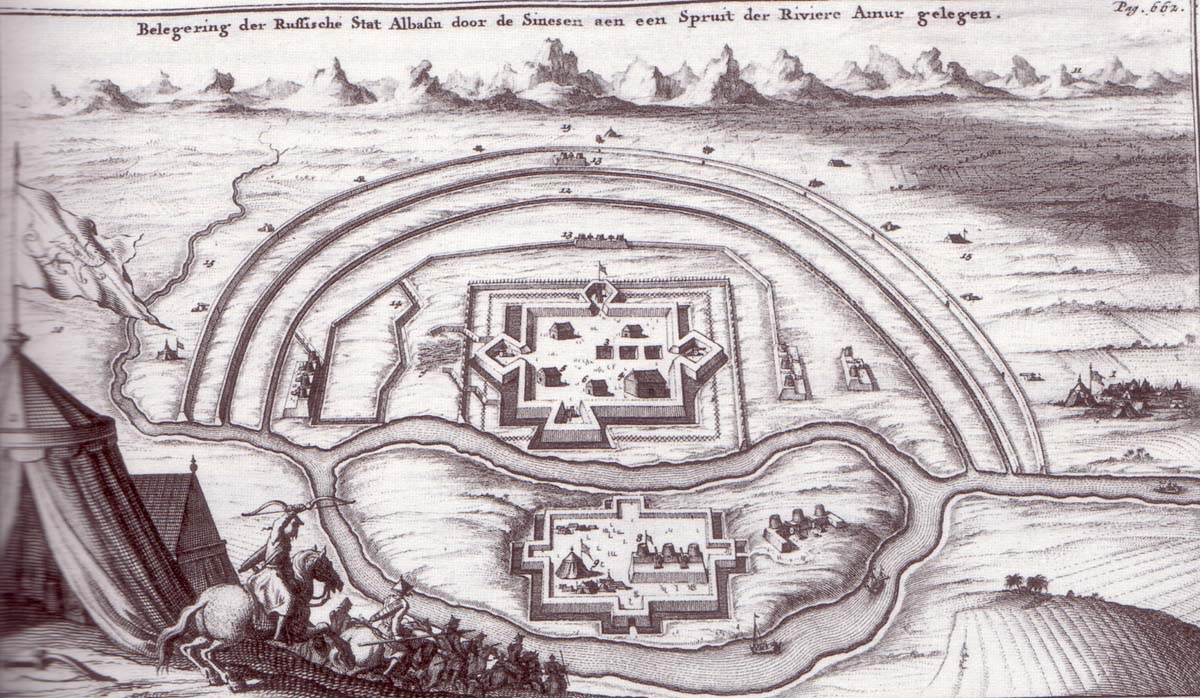
L'armée mandchoue assiégeant la ville d'Albazine en 1686.

Tolbouzine arriva à Nertchinsk le 10 juillet avec la garnison d'Albazine, en même temps que les Cosaques du régiment de Beïton.
Bien qu'ayant perdu la forteresse, les Russes étaient cependant déterminés à faire une nouvelle tentative pour tenir l'Amour.
Vlassov envoya un détachement de 70 hommes "reconnoître les environs d'Albasin, & voir dans quel état l'ennemi avoit laissé la place", qui embarqua le 5-15 juillet dans quatre bateaux légers. Ils furent de retour le 28 juillet-7 août, rapportant la nouvelle que le fort et tous les villages alentour avaient été réduits en cendres mais que l'on n'avait pas touché aux blés qu'ils avaient semés et que les Chinois étaient repartis à Aigoun. Aussitôt, Beïton partit pour Albazine avec des renforts. Le 7-17 août 1685, il commença la reconstruction du fort avec 200 Cosaques.
« & commeTolbusin étoit aimé & estimé d'un chacun, & que ceux d'Albasin desiroient de le ravoir pour leur Woewode, il eut ordre d'y retourner, & Beiton celui d'obéir à ses commandements. Bref, la résolution fut prise de rétablir Albasin, & de le mettre en si bon état de défense, que les Chinois trouvassent à qui parler au cas qu'il leur prît envie de l'assiéger une seconde fois. Pour cet effet on y renvoya non seulement tous ses anciens habitans, mais encore tous les Cosaques du régiment de Beiton qui s'étoient rendus jusque-là à Nertschinsk. La liste de ceux qui suivirent Beiton &Tolbusin à Albasin, montoit à 671 hommes, y compris les paysans & les Promyschlenis. L'artillerie qu'ils emmenerent avec eux consistoit en 5 canons de fonte & 3 de fer, avec les boulets, la poudre & le plomb nécessaires ; outre qu'on attendait une grande quantité de munitions avec les Cosaques de Beiton qui manquoient encore.

Tolbusin revint à Albasin le 27 août. On se hâta de recueillir autant de grain qu'on put : car il étoit impossible d'achever toute la récolte, parce que la saison étoit trop avancée, & que l'on avoit besoin de mains pour construire le Fort avant l'hiver (…) mais au lieu d'y élever un ostrog pareil au précédent, on environna la place d'un rempart de terre, dont l'épaisseur au pié étoit de 4 brasses ; & le 11 octobre on étoit parvenu à lui donner une brasse & demie de hauteur. L'hiver ne permit point aux ouvriers d'y travailler plus longtems ; mais au printems suivant on l'éleva jusqu'à 3 brasses de hauteur. C'est alors qu'Albasin fut honorée du nom de ville. »
Les mesures furent si bien prises qu'au printemps l'abondance régnait dans la ville. Le prix des grains s'établissait ainsi :
« le seigle à 9 Copecs le Pud ; le froment, 12 Copecs ; les pois & la graine de chanvre, 30 Copecs ; les gruaux, 25 Copecs. On ne sauroit desirer des prix plus modiques dans les contrées les mieux cultivées & les plus fertiles, & l'on peut juger par-là combien la récolte de l'année d'auparavant avoit été abondante. »
L'apparition de Toungouses, venus espionner Albazine, montra cependant que les Chinois entreprendraient vraisemblablement bientôt un second siège. Aussi, le 7 mars 1686, Tolbouzine
« détacha le Colonel Beiton à la tête de 300 de ses Cosaques, avec ordre d'aller à la rivière de Kamar, de s'y tenir en embuscade pour tomber sur l'ennemi lorsqu'il lui verroit prendre le chemin d'Albasin, & de faire quelques prisonniers sur lui dont on pût tirer tout ce qu'il importoit de savoir. Beiton prit poste au Kamar le 12 mars. Le 17 un parti de 40 hommes se montra. Il étoit détaché de Tschitschigar, où l'on avoit déjà avis du rétablissement d'Albasin, pour voir si le Fort avançoit. Ceux-ci prirent la fuite à la vue des Russes. Beiton les poursuivit au-de-là de 30 werstes en remontant la riviere de Taga, qui se jette dans le Kamar. Ce ne fut qu'avec beaucoup de peine, & après avoir tué 30 hommes aux ennemis & perdu 7 des siens, qu'il en prit un en vie. »
Les Russes apprirent ainsi que les Chinois avaient décidé de revenir faire le siège du nouveau fort.
Le 7-17 juillet 1686, 3 000 Chinois, tous à cheval, avec 40 bouches à feu, vinrent de nouveau mettre le siège devant la ville qui ne comptait que 736 défenseurs. Les ordres communiqués par l'empereur à Langtan étaient cette fois-ci de mettre un terme définitif aux entreprises russes, de prendre Albazine et de marcher ensuite sur Nertchinsk.
Une lettre du 12 juillet informa Nertchinsk du retour des Chinois, et Wlassov envoya aussitôt par eau 70 hommes pour s'informer des mesures de l'ennemi. Ceux-ci virent que les Chinois canonnaient la ville sans discontinuer.
Le 15-25 juillet selon Witsen (dans Noord-en-Oost-Tartary, p. 863), vers la fin du mois de septembre au témoignage des personnes qui étaient présentes, le voïévodeTolbouzine fut mortellement blessé par un boulet de canon, et remplacé dans le commandement par Beïton. Il mourut deux jours plus tard.
En novembre, alors que les assiégés ne comptaient plus que 150 hommes, le siège était changé en blocus qui fut peu de temps après levé par ordonnance impériale, des pourparlers étant engagés entre les Russes et les Chinois également désireux d’assurer la paix et de développer leur commerce, pour la délimitation des frontières.
Les troupes chinoises se retirèrent à Aïgoun le 30 août 1687. Les Russes évacuèrent le fort et celui-ci fut une nouvelle fois brûlé.

### Conséquences
Le Traité de Nertchinsk (en chinois 尼布楚), qui mit fin au conflit entre la Russie et l'Empire Qing, fut signé le 27 août-6 septembre 1689 dans la ville de Nertchinsk par Vassili Golitsyne, agissant pour le compte de la régente Sophie Alexeïevna, demi-sœur du futur Pierre le Grand et, du côté chinois, par Songgotu, agissant au nom de l'empereur Qing, Kangxi. Ce fut le premier traité signé entre la Chine et une puissance européenne. Les Russes y abandonnaient Albazine et la possibilité de naviguer sur l'Amour.
Au début du XXe siècle, une petite station sur l'Amour rappelait encore le nom du voïévode Tolbouzine.

## Sources
- The Chinese recorder and missionary journal, Vol. 3, No. 10, Fuzhou (1871).
- Fédor Fédorovich Martens, Le conflit entre la Russie et la Chine : étude politique, C. Muquardt, Bruxelles (1880).
- Henri Cordier, Histoire générale de la Chine et de ses relations avec les pays étrangers depuis les temps les plus anciens jusqu’à la chute de la dynastie mandchoue, tome III – Depuis l’avènement des Ming (1368) jusqu’à la mort de Kia K’ing (1820), Librairie Paul Geuthner, Paris (1920).